# Gabriel Guevara
Gabriel Guevara (Madrid, 6 febbraio 2001) è un attore spagnolo, conosciuto per aver interpretato il ruolo di Cristian "Cris" Miralles Haro in Skam España, l'adattamento spagnolo di Skam, e come Nick Leister protagonista nel film culpa mia e culpa tuya, basato sulla serie di romanzi di Mercedes Ron.

## Biografia
Gabriel Guevara Mourreau è nato e cresciuto a Madrid, in Spagna, sua madre è Marléne Mourreau, modella, attrice e conduttrice televisiva francese, e suo padre, Michel Guevara, un ballerino cubano. È bilingue, parla sia spagnolo che francese e conosce anche l'inglese. Già da bambino ha partecipato a campagne pubblicitarie e piccoli ruoli di recitazione come comparsa, oltre a seguire una formazione nella danza. Ha debuttato come attore nella serie Skam España di Movistar+ come personaggio secondario durante le prime due stagioni.
Dopo aver partecipato al film Charter (2020), diretto da Amanda Kernell, e alla serie televisiva Señoras del (h)AMPA di Telecinco, è entrato a far parte del cast principale della serie televisiva spagnola HIT, con il personaggio di Darío, per due stagioni. Successivamente, ha firmato con Netflix per interpretare uno dei personaggi principali della serie Tú no eres especial, presentata per la prima volta sulla piattaforma nel 2022. Nello stesso anno ha interpretato Nacho Duato nella serie Bosé, oltre a partecipare al film Mañana es hoy, uscito direttamente su Amazon Prime Video. Nel 2023 ha recitato nel film tratto dall'omonimo libro di Mercedes Ron, È colpa mia?, insieme all'attrice Nicole Wallace (con cui ha avuto un flirt), presentato in anteprima su Amazon Prime Video e diventato un successo internazionale. Nel film interpreta Nick, un ragazzo milionario che si innamora della figlia della nuova moglie di suo padre. 
È fidanzato con Maria De Nati

## Filmografia parziale

### Cinema
- Charter, regia di Amanda Kernell (2020)
- Mañana es hoy, regia di Nacho G. Velilla (2022)
- È colpa mia?, regia di Domingo Gonzàlez (2023)
- È colpa tua?, regia di Domingo Gonzàlez (2024)

### Televisione
- Skam España - serie TV, (2018-2019)
- HIT - serie TV, (2020-2021)
- Ni una más - serie TV, (2023)
- Mar Afuera - serie TV, (2025)